# Heteromyia rufa
Heteromyia rufa är en tvåvingeart som beskrevs av Jean-Jacques Kieffer 1917. Heteromyia rufa ingår i släktet Heteromyia och familjen svidknott. Inga underarter finns listade i Catalogue of Life.